# Muhammet Demirci
Muhammet Demirci (* 24. Oktober 2001 in Amstetten) ist ein österreichischer Fußballspieler.

## Karriere
Demirci begann seine Karriere beim SV Erlauf. Im März 2014 wechselte er zum SKN St. Pölten. Im September 2015 schloss er sich dem SC St. Pölten an. Zur Saison 2016/17 wechselte er zum SV Petzenkirchen. In Petzenkirchen spielte er ab der Saison 2017/18 auch für die Kampfmannschaft. Für diese kam er in zwei Jahren zu 22 Einsätzen in der siebtklassigen 1. Klasse.
Zur Saison 2019/20 wechselte Demirci in die Türkei zu Afjet Afyonspor. Zur Saison 2021/22 wechselte er zum Viertligisten Karaman FK. Für Karaman debütierte er im September 2021 in der TFF 3. Lig. Nach zwei Einsätzen in der vierthöchsten türkischen Spielklasse kehrte der Mittelfeldspieler im Februar 2022 wieder nach Österreich zurück und schloss sich dem Regionalligisten FC Wels an.